# 竹田かほり
竹田 かほり（たけだ かほり、1958年9月17日 - ）は、東京都世田谷区出身の元女優。本名は、甲斐 久美子。旧姓は、村上。

## 来歴・人物
東京都立松原高等学校（定時制）卒業。中学生の時に母親と街を歩いている時にスカウトされ、モデル活動を開始。1977年に東映『ピラニア軍団 ダボシャツの天』にて川谷拓三の恋人役でスクリーンデビュー。1978年から『桃尻娘 ピンク・ヒップ・ガール』を1作目とするにっかつ『桃尻娘シリーズ』に出演し人気を得た。同シリーズはそれまで中年主体のにっかつの劇場が様変わりするほど若い客層を集めた。
以後、明るく悲壮感のないお色気路線で映画・ドラマに出演。レギュラー出演した『探偵物語』（日本テレビ）では、ナンシー・チェニーと共にマスコット的な役割として画面に華を添えた。
1982年、ロック・ミュージシャンの甲斐よしひろとの結婚・出産を機に芸能界を引退。シンガーソングライターの甲斐名都は次女。

## 出演作品

### 映画
- ピラニア軍団 ダボシャツの天（1977年、東映） - 夏
- 桃尻娘（1978年 - 1980年、にっかつ） - 榊原レナ
  - 桃尻娘 ピンク・ヒップ・ガール（1978年）
  - 桃尻娘 ラブアタック（1979年）
  - 桃尻娘 プロポーズ大作戦（1980年）
- 帰らざる日々（1978年、にっかつ） - 平井由美
- ハワイアン・ラブ 危険なハネムーン（1978年、にっかつ） - 村川ひとみ
- 殺人遊戯（1978年、東映） - 桜井昭子
- 俺達に墓はない（1979年、東映セントラルフィルム） - 川村ミチ
- わが青春のイレブン（1979年、東映） - 大木奈々
- 十九歳の地図（1979年、プロダクション群狼） - まゆみ
- 鉄騎兵、跳んだ（1980年、にっかつ） - 桐川マミ
- 俺とあいつの物語（1981年、松竹） - 木内めぐみ
- スローなブギにしてくれ（1981年、東映） - 由紀江
- オン・ザ・ロード（1982年、松竹） - 愛子
- 化石の荒野（1982年、東映） - 立花育子

### テレビドラマ
- バトルホーク 第16話「兇鬼兵に改造せよ!!」（1977年、東京12チャンネル/ナック） - アイドル歌手・茜マリ
- 人形佐七捕物帳 第20話「悪を走らせた純愛」（1977年、テレビ朝日/東映） - お凉
- おおヒバリ!（1977年 - 1978年、TBS/木下恵介プロ） - さかえ
- 土曜ドラマ（NHK総合）
  - 松本清張シリーズ・虚飾の花園（1978年）
  - 戦後史実録シリーズ 空白の900分 -国鉄総裁怪死事件-（1980年10月11日・18日） - 山本機関士の長女
- 人はそれをスキャンダルという（1978年、TBS/大映テレビ） - 大場日出子（堂島日出子）
- 銭形平次（フジテレビ/東映）
  - 第658話「俺は神様じゃない」（1979年）
  - 第688話「花かんざしに愛を見た」（1979年）
  - 第705話「みみずく屋敷の花嫁」（1980年）
- 平岩弓枝ドラマシリーズ 日本のおんなシリーズI 下町の女 めぐる月日（1979年、フジテレビ）
- 火宅の人（1979年、日本テレビ）
- Gメン'75（TBS/東映）
  - 第213話「ニューカレドニアの逃亡者」（1979年） - エミリー
  - 第214話「ニューカレドニア大追跡」（1979年） - エミリー
  - 第219話「ニューカレドニア新婚殺人事件」（1979年） - 早川リサ
  - 第261話「初夏の夜 女の部屋に忍ぶこそ泥」（1980年） - 吹雪陽子婦警
  - 第263話「痴漢のアリバイ」（1980年） - 吹雪陽子婦警
  - 第272話「東京－神戸 電話殺人」（1980年） - 吹雪陽子婦警
  - 第284話「金髪女性バスルーム殺人事件」（1980年） - 吹雪陽子婦警
- 大空港 第44話「孤独な挑戦! カメラのとらえた人、それは?!」（1979年、フジテレビ/松竹） - 藤田マキ
- ザ・スーパーガール 第20話「女の命は裸で守れ」（1979年、東京12チャンネル/東映） - 小宮こずえ
- 太陽にほえろ! （日本テレビ/東宝）
  - 第368話「事件の背景」（1979年） - 木村マサコ/里見リエ
  - 第433話「金髪のジェニー」（1980年） - 石井ユミ
- 探偵物語（1979年 - 1980年、日本テレビ/東映芸能ビデオ） - かほり
- 体験時代 第4話（1979年、東京12チャンネル/松竹）
- 大江戸捜査網 第426話「復讐に賭けた娘の純愛」（1980年、東京12チャンネル/三船プロ） - おさき
- 土曜ワイド劇場（テレビ朝日）
  - 京舞妓殺人事件 恐怖の浮気出張（1980年）
  - 海底の死美人 ヒット曲は殺しのテープ（1980年）
  - 偽装誘拐 貧乏くじは君が引く（1980年）
  - 二人の妻をもつ男 殺人証明（1982年）
- 東芝日曜劇場（TBS）
  - 第1231回「おふくろの青春」（1980年、北海道放送）[3]
  - 第1274回「港の絵」（1981年）
- 木曜座 愛の教育（1980年、TBS）
- 金曜劇場 欽ちゃんのちゃーんと考えてみてネ!（1980年、日本テレビ）
- 同心部屋御用帳 新・江戸の旋風 第29話「お役者小僧お吉」（1980年、フジテレビ/東宝） - お吉
- 爆走! ドーベルマン刑事 第22話「黒バイ部隊最後の挑戦」（1980年、テレビ朝日/東映） - 石川マリ
- 探偵同盟（1981年、フジテレビ/セントラル・アーツ） - 青木洋子
- 花王名人劇場 おてんとさんゴメンナサイ（1981年、関西テレビ）
- 夫婦は夫婦 第3話「通過駅の出来ごと」（1981年、フジテレビ）
- 俺はおまわり君 第11話「青春は砂漠の中で…」（1981年、日本テレビ/ユニオン映画）
- 昭和史のなかの家族 空よ海よ息子たちよ（1981年、TBS）
- 金曜ドラマ 父母の誤算（1981年、TBS） - 中林久美子
- 火曜劇場 三年待った女（1981年、日本テレビ）
- プロハンター 第25話「ロング・グッドバイ」（1981年、日本テレビ/セントラル・アーツ）
- 時代劇スペシャル 素浪人罷り通る（1981年、フジテレビ/三船プロ） - タキ
- ポーツマスの旗（1981年、NHK総合）
- 火曜サスペンス劇場 死の断崖（1982年、日本テレビ） - 有川久代 ※松田優作主演

### 舞台
- 泉ピン子ショー〜ふるさとの歌声 （1979年11月8日 - 12日、日本劇場）

## ディスコグラフィ

### シングル
| 発売日         | レーベル         | 規格品番 | 面 | タイトル                       | 作詞         | 作曲         | 編曲     | 備考                              |
| -------------- | ---------------- | -------- | -- | ------------------------------ | ------------ | ------------ | -------- | --------------------------------- |
| 1975年11月21日 | ポリドール       | DR-3004  | A  | うわのそら                     | きすぎえつこ | きすぎたかお | 井川雅幸 |                                   |
| 1975年11月21日 | ポリドール       | DR-3004  | B  | おもちゃ箱なんて欲しくない     | 坂田えいいち | 中村ゆうじ   | 井川雅幸 |                                   |
| 1977年8月      | キティ・レコード | DKQ-1017 | A  | あなたが遠すぎて               | 塚原将       | 仲村ゆうじ   | 林哲司   |                                   |
| 1977年8月      | キティ・レコード | DKQ-1017 | B  | 黄昏どきの夢                   | 塚原将       | 仲村ゆうじ   | 林哲司   |                                   |
| 1979年5月      | キングレコード   | GK-307   | A  | 気まぐれに愛して               | 亜蘭知子     | 長戸大幸     | 長戸大幸 | 映画『桃尻娘 ラブアタック』主題歌 |
| 1979年5月      | キングレコード   | GK-307   | B  | 桃尻娘（インストゥルメンタル） | -            | 長戸大幸     | 長戸大幸 |                                   |

## 写真集
- この囁きがきこえますか（1981年、平凡出版）